# Samuel Quina
Samuel António da Silva Tavares Quina, mais conhecido com Samuel Quina ou apenas Samuel (Bissau, 3 de agosto de 1966) é um ex-futebolista guineense naturalizado português que atuava como zagueiro.

## Carreira
Samuel nasceu em Bissau, Guiné Portuguesa (atual Guiné-Bissau). Emigrou para Portugal e atuou na base do Benfica e fez sua estreia pelo clube em 30 de dezembro de 1983, aos 17 anos, entrando no decorrer do jogo alçado pelo técnico Sven-Göran Eriksson, na vitória de 4–0 sobre o Chaves na Taça de Portugal. Seu primeiro gol foi no empate de 2–2 no empate de Sporting Clube de Braga e teve atuações regulares durante as sete temporadas que esteve no clube.
Samuel foi titular na final Taça dos Clubes Campeões Europeus de 1989–90 final, que o Benfica acabou sendo derrotado por 1–0 pelo Milan, tendo o atleta atuado como lateral-esquerdo na ocasião. Seu último jogo na primeira passagem pelo Benfica foi em 20 de novembro de 1982, na vitória de 1–0 contra o Louletano. 
Atuou pelo também pelo clube português Boavista, onde sagrou-se campeão da Taça de Portugal de 1991–92 ao bater o Porto por 2–1, tendo Samuel atuado nessa partida.

## Seleção Portuguesa
Tendo passado pelas categorias Sub-16, Sub-18 e Sub-21, Quina foi internacional A quando estava no Boavista, contando 5 jogos pela Seleção Portuguesa, tendo feito sua estreia em 4 de setembro de 1991, num amistoso com a  Áustria que terminou em 1–1, na cidade de Porto.

## Vida pessoal
Seu filho, Domingos Quina, também é um jogador de futebol e representou Portugal nas categorias de base.

## Estatísticas

#### Sub-16
| Ano   |       |      |
| Ano   | Jogos | Gols |
| ----- | ----- | ---- |
| 1984  | 2     | 0    |
| Total | 2     | 0    |

#### Sub-18
| Ano   |       |      |
| Ano   | Jogos | Gols |
| ----- | ----- | ---- |
| 1984  | 8     | 0    |
| Total | 8     | 0    |

#### Sub-21
| Ano   |       |      |
| Ano   | Jogos | Gols |
| ----- | ----- | ---- |
| 1984  | 3     | 0    |
| 1985  | 3     | 0    |
| 1986  | 6     | 0    |
| Total | 12    | 0    |

#### Principal
| Ano   |       |      |
| Ano   | Jogos | Gols |
| ----- | ----- | ---- |
| 1991  | 3     | 0    |
| 1992  | 2     | 0    |
| Total | 5     | 0    |

## Títulos
Benfica
- Primeira Liga: 1986–87, 1988–89, 1990–91
- Taça de Portugal: 1984–85, 1985–86, 1986–87, 1992–93
- Supertaça Cândido de Oliveira: 1985, 1989

Boavista
- Taça de Portugal: 1991–92

### Campanhas de destaque
- Liga dos Campeões da UEFA: 1987–88, 1989–90